# Annibale figlio di Bomilcare
Annibale figlio di Bomilcare (fl. III secolo a.C.) è stato un condottiero cartaginese che prese parte alla seconda guerra punica.
Era figlio di Bomilcare, uno dei grandi ammiragli della flotta cartaginese.
Nel 215 a.C., durante la seconda guerra punica, fu a capo, insieme ad Asdrubale Barca e Magone Barca, di un esercito di 60.000 soldati punici che lanciò l'assedio di Iliturgi (nei pressi della moderna Mengíbar, in Spagna), città sul fiume Guadalquivir da poco passata dalla parte della Repubblica romana.  L'accorrente esercito romano comandato dai fratelli Publio Cornelio Scipione e Gneo Cornelio Scipione Calvo, mutò l'esito dell'assedio che si trasformò in una sconfitta cartaginese. Tito Livio riferisce che dopo la sconfitta cartaginese: «allora quasi tutte le popolazioni della Spagna passarono dalla parte dei Romani».